# Raymond Hoorelbeke
Raymond Lucien Hoorelbeke (* 3. Januar 1930 in Auxi-le-Château; † 15. Januar 2022 in Doullens) war ein französischer Radrennfahrer und nationaler Meister im Radsport.

## Sportliche Laufbahn
Hoorelbeke war im Straßenradsport aktiv. 1953 siegte er in der nationalen Straßenmeisterschaft der französischen Amateure sowie bei Paris–Noisy. Von 1954 bis 1962 war er Berufsfahrer. 
Er gewann die Eintagesrennen Grand Prix de Saint-Omer 1954, Poly Nordiste 1957 und 1959. 1958 gewann er mit seinem Team das Mannschaftszeitfahren in der Vuelta a España. 
Zweiter wurde er 1953 bei Paris–Briare, Paris–Reims und in der Trophée Simplex. Hoorelbeke bestritt alle Grand Tours.
| Grand Tour            | 1954 | 1955 | 1956 | 1957 | 1958 | 1959 | 1960 | 1961 |
| --------------------- | ---- | ---- | ---- | ---- | ---- | ---- | ---- | ---- |
| Vuelta a EspañaVuelta | –    | –    | –    | 33   | 21   | –    | –    | 33   |
| Giro d’ItaliaGiro     | –    | –    | –    | –    | –    | –    | 45   | –    |
| Tour de FranceTour    | 35   | 31   | 40   | 19   | 57   | 29   | 48   | 70   |